# Harry Andrews
Harry Fleetwood Andrews, CBE (Tonbridge, 10 de novembro de 1911 - Salehurst, 6 de março de 1989) foi um ator de cinema inglês conhecido por seus papéis freqüentes de militares.